# بانوان (بلة كة)
بانوان (بالفارسية: بانوان) هي قرية تقع في إيران في قسم بلة کة الريفي. يقدر عدد سكانها بـ 140 نسمة بحسب إحصاء 2016.